# Кубинская академия языка
Кубинская академия языка (исп. Academia Cubana de la Lengua) — это ассоциация ученых и экспертов по вопросам использования испанского языка на Кубе. Академия была основана в столице Республики Куба — Гаване 19 мая 1926 года. Кубинская академия языка является членом Ассоциации академий испанского языка.